# Världsmästerskapen i skidskytte 2021
Världsmästerskapen i skidskytte 2021 arrangerades mellan den 9 till 21 februari 2021 i Pokljuka i Slovenien.
Mästerskapen omfattade tolv tävlingar i skidskytte: sprint, jaktstart, masstart, distans och stafett för damer respektive herrar, samt mix- och singelmixstafett. Tävlingarna var även en del av världscupen i skidskytte 2020/2021.

## Tävlingsprogram
| Datum       | Tid (UTC+1) | Damer                              | Herrar                             |
| ----------- | ----------- | ---------------------------------- | ---------------------------------- |
| 10 februari | 15:00       | Mixedstafett (4 x 7,5 km)          | Mixedstafett (4 x 7,5 km)          |
| 12 februari | 14:30       |                                    | Sprint (10 km)                     |
| 13 februari | 14:30       | Sprint (7,5 km)                    |                                    |
| 14 februari | 13:15       | Jaktstart (10 km)                  |                                    |
| 14 februari | 15:30       |                                    | Jaktstart (12,5 km)                |
| 16 februari | 12:05       | Distans (15 km)                    |                                    |
| 17 februari | 14:30       |                                    | Distans (20 km)                    |
| 18 februari | 15:15       | Singelmixedstafett (6 km + 7,5 km) | Singelmixedstafett (6 km + 7,5 km) |
| 20 februari | 11:45       | Stafett (4 x 6 km)                 |                                    |
| 20 februari | 15:00       |                                    | Stafett (4 x 7,5 km)               |
| 21 februari | 12:30       | Masstart (12,5 km)                 |                                    |
| 21 februari | 15:15       |                                    | Masstart (15 km)                   |

## Medaljöversikt och resultat

### Damer
| Tävling                     | Guld                                                                          | Guld             | Silver                                                               | Silver     | Brons                                                                      | Brons       |
| --------------------------- | ----------------------------------------------------------------------------- | ---------------- | -------------------------------------------------------------------- | ---------- | -------------------------------------------------------------------------- | ----------- |
| Sprint (7,5 km) detaljer    | Tiril Eckhoff Norge                                                           | 21.18,7 (0)      | Anaïs Chevalier-Bouchet Frankrike                                    | +12,0 (1)  | Hanna Sola Belarus                                                         | +14,4 (0)   |
| Jaktstart (10 km) detaljer  | Tiril Eckhoff Norge                                                           | 30.38,1 (2)      | Lisa Theresa Hauser Österrike                                        | +17,3 (1)  | Anaïs Chevalier-Bouchet Frankrike                                          | +33,0 (2)   |
| Distans (15 km) detaljer    | Markéta Davidová Tjeckien                                                     | 42.27,7 (0)      | Hanna Öberg Sverige                                                  | +27,9 (1)  | Ingrid Landmark Tandrevold Norge                                           | +1.04,0 (1) |
| Masstart (12,5 km) detaljer | Lisa Theresa Hauser Österrike                                                 | 36.05,7 (0)      | Ingrid Landmark Tandrevold Norge                                     | +21,7 (1)  | Tiril Eckhoff Norge                                                        | +23,0 (3)   |
| Stafett (4 x 6 km) detaljer | Norge Ingrid Landmark Tandrevold Tiril Eckhoff Ida Lien Marte Olsbu Røiseland | 1:10.39,0 (0+11) | Tyskland Vanessa Hinz Janina Hettich Denise Herrmann Franziska Preuß | +8,8 (0+5) | Ukraina Anastasija Merkusjyna Julija Dzjyma Darja Blasjko Olena Pidhrusjna | +9,2 (0+7)  |

### Herrar
| Tävling                       | Guld                                                                                | Guld            | Silver                                                                    | Silver      | Brons                                                                        | Brons       |
| ----------------------------- | ----------------------------------------------------------------------------------- | --------------- | ------------------------------------------------------------------------- | ----------- | ---------------------------------------------------------------------------- | ----------- |
| Sprint (10 km) detaljer       | Martin Ponsiluoma Sverige                                                           | 24.41,1 (0)     | Simon Desthieux Frankrike                                                 | +11,2 (0)   | Émilien Jacquelin Frankrike                                                  | +12,9 (1)   |
| Jaktstart (12,5 km) detaljer  | Émilien Jacquelin Frankrike                                                         | 31.22,1 (0)     | Sebastian Samuelsson Sverige                                              | +7,3 (0)    | Johannes Thingnes Bø Norge                                                   | +8,1 (2)    |
| Distans (20 km) detaljer      | Sturla Holm Lægreid Norge                                                           | 49.27,6 (0)     | Arnd Peiffer Tyskland                                                     | +16,9 (0)   | Johannes Dale Norge                                                          | +40,9 (1)   |
| Masstart (15 km) detaljer     | Sturla Holm Lægreid Norge                                                           | 36.27,2 (1)     | Johannes Dale Norge                                                       | +10,2 (2)   | Quentin Fillon Maillet Frankrike                                             | +12,8 (2)   |
| Stafett (4 x 7,5 km) detaljer | Norge Sturla Holm Lægreid Tarjei Bø Johannes Thingnes Bø Vetle Sjåstad Christiansen | 1:12.27,4 (0+8) | Sverige Peppe Femling Jesper Nelin Martin Ponsiluoma Sebastian Samuelsson | +33,1 (0+7) | RBU Said Karimulla Chalili Matvej Jelisejev Aleksandr Loginov Eduard Latypov | +50,9 (0+5) |

### Mixade lag
| Tävling                          | Guld                                                                               | Guld             | Silver                                                            | Silver      | Brons                                                                   | Brons       |
| -------------------------------- | ---------------------------------------------------------------------------------- | ---------------- | ----------------------------------------------------------------- | ----------- | ----------------------------------------------------------------------- | ----------- |
| Mixstafett (4 x 7,5 km) detaljer | Norge Sturla Holm Lægreid Johannes Thingnes Bø Tiril Eckhoff Marte Olsbu Røiseland | 1:20.19,3 (0+11) | Österrike David Komatz Simon Eder Dunja Zdouc Lisa Theresa Hauser | +27,0 (0+2) | Sverige Sebastian Samuelsson Martin Ponsiluoma Linn Persson Hanna Öberg | +30,6 (0+8) |
| Singelmixstafett detaljer        | Frankrike Antonin Guigonnat Julia Simon                                            | 36.42,4 (0+5)    | Norge Johannes Thingnes Bø Tiril Eckhoff                          | +2,8 (0+9)  | Sverige Sebastian Samuelsson Hanna Öberg                                | +22,6 (0+8) |

## Medaljliga
| Pl.                   | Nation                | Guld | Silver | Brons | Totalt |
| --------------------- | --------------------- | ---- | ------ | ----- | ------ |
| 1                     | Norge                 | 7    | 3      | 4     | 14     |
| 2                     | Frankrike             | 2    | 2      | 3     | 7      |
| 3                     | Sverige               | 1    | 3      | 2     | 6      |
| 4                     | Österrike             | 1    | 2      | 0     | 3      |
| 5                     | Tjeckien              | 1    | 0      | 0     | 1      |
| 6                     | Tyskland              | 0    | 2      | 0     | 2      |
| 7                     | Belarus               | 0    | 0      | 1     | 1      |
| 7                     | RBU                   | 0    | 0      | 1     | 1      |
| 7                     | Ukraina               | 0    | 0      | 1     | 1      |
| Totalt antal medaljer | Totalt antal medaljer | 12   | 12     | 12    | 36     |